# Saint-Lambert-sur-Dive
Saint-Lambert-sur-Dive és un municipi francès situat al departament de l'Orne i a la regió de Normandia. L'any 2007 tenia 148 habitants.

## Demografia

### Població
El 2007 la població de fet de Saint-Lambert-sur-Dive era de 148 persones. Hi havia 63 famílies de les quals 21 eren unipersonals (21 dones vivint soles i 21 dones vivint soles), 17 parelles sense fills i 25 parelles amb fills.
La població ha evolucionat segons el següent gràfic:
Habitants censats

### Habitatges
El 2007 hi havia 85 habitatges, 62 eren l'habitatge principal de la família, 14 eren segones residències i 9 estaven desocupats. 81 eren cases i 1 era un apartament. Dels 62 habitatges principals, 50 estaven ocupats pels seus propietaris, 10 estaven llogats i ocupats pels llogaters i 1 estava cedit a títol gratuït; 5 tenien dues cambres, 5 en tenien tres, 10 en tenien quatre i 41 en tenien cinc o més. 54 habitatges disposaven pel capbaix d'una plaça de pàrquing. A 23 habitatges hi havia un automòbil i a 36 n'hi havia dos o més.

### Piràmide de població
La piràmide de població per edats i sexe el 2009 era:
| Homes | Edats   | Dones |
| ----- | ------- | ----- |
| 0     | 95 o +  | 0     |
| 0     | 90 a 94 | 0     |
| 0     | 85 a 89 | 4     |
| 8     | 80 a 84 | 0     |
| 0     | 75 a 79 | 4     |
| 4     | 70 a 74 | 4     |
| 0     | 65 a 69 | 8     |
| 0     | 60 a 64 | 0     |
| 4     | 55 a 59 | 0     |
| 8     | 50 a 54 | 12    |
| 4     | 45 a 49 | 4     |
| 8     | 40 a 44 | 4     |
| 12    | 35 a 39 | 8     |
| 0     | 30 a 34 | 4     |
| 4     | 25 a 29 | 4     |
| 0     | 20 a 24 | 0     |
| 0     | 15 a 19 | 4     |
| 0     | 10 a 14 | 8     |
| 8     | 5 a 9   | 4     |
| 8     | 0 a 4   | 8     |

## Economia
El 2007 la població en edat de treballar era de 100 persones, 70 eren actives i 30 eren inactives. De les 70 persones actives 61 estaven ocupades (32 homes i 29 dones) i 8 estaven aturades (4 homes i 4 dones). De les 30 persones inactives 18 estaven jubilades, 9 estaven estudiant i 3 estaven classificades com a «altres inactius».

### Ingressos
El 2009 a Saint-Lambert-sur-Dive hi havia 60 unitats fiscals que integraven 137 persones, la mediana anual d'ingressos fiscals per persona era de 14.601 €.

### Activitats econòmiques
Dels 2 establiments que hi havia el 2007, 1 era d'una empresa de construcció i 1 d'una empresa de comerç i reparació d'automòbils.
L'únic servei als particulars que hi havia el 2009 era un paleta.
L'any 2000 a Saint-Lambert-sur-Dive hi havia 10 explotacions agrícoles que ocupaven un total de 440 hectàrees.

## Poblacions més properes
El següent diagrama mostra les poblacions més properes.